# مؤمنة بنت بهلول
مُؤمنَة بنت بهْلُول، أحد أعلام التصوف السني، قال عنها أبو عبد الرحمن السلمي: «من عابدات دمشق، كَانَت من العارفات الْكِبَار»، حكى عنها أحمد بن أبي الحواري وعيسى بن اسحق.

## من أقوالها
- مَا طابت الدُّنْيَا وَالْآخِرَة إِلَّا بِاللَّه أَو بِالنّظرِ إِلَى آثَار صنعه وَقدرته وَمن منع من الْقرب أنس بالأثر وَمَا أوحش سَاعَة لَا يذكر الله فِيهَا.[1]
- ما النعيم إلا في الأنس بالله والموافقة لتدبيره.[3]